# Obsedenosti v času krize
Obsedenosti v času krize zaključujejo serijo šestih primerov inšpektorja Vrenka, doslej najobširnejšega cikličnega detektivskega romana v Sloveniji. Napisal ga je  pisatelj Avgust  Demšar, izšel pa je leta 2012 pri Založbi Sanje. Dogajanje je postavljeno v leto 2009 v Maribor in njegovo okolico. 

## Vsebina
Zgodba romana se začenja vročega avgustovskega dne, ko se Andrej Koren, stanovalec Bumeranga, stanovanjskega bloka na Taboru v Mariboru, kot vsak dan odpravi na pešačenje na Sveti Urban, izletniški hrib na obrobju Maribora. Ko zavije z ustaljene poti, naleti na neznano razpadajoče truplo in o najdbi obvesti policijo. 
Tako se začne preiskava o umoru, ki jo vodi višji inšpektor Martin Vrenko s svojima sodelavcema,  mladim kriminalistom Markom Breznikom  in višjo kriminalistko Ivano Premk. Ko ugotovijo identiteto trupla, ki pripada Bojanu Hafnerju, podjetniku iz Maribora, in ugotovijo vzrok smrti, to je prevelik odmerek inzulina in s tem povzročitev inzulinskega šoka in smrti, začno raziskovati ozadje umora, tu pa se zgodba začne zapletati. Skozi preiskavo naletijo na več možnih osumljencev in njihova naloga je, da najdejo dokaze, na podlagi katerih bi lahko prijeli storilca. Tako naletimo na pisateljeve opise glavnih junakov, Hafnerjevega očeta Aleksandra, žrtvinih polsester, pohlepne Petre in njenega moža odvetnika Rastka Kotnika, anoreksične Iris in njenega partnerja Rudija Saviča, umorjenčeve vdove Sabine ter Zorana Mraka, Aleksandrovega sostanovalca v Domu starostnikov Livada. 
Zgodba je napeta prav do konca, ko nam pisatelj razkrije presenetljivega morilca. 

## Zbirka
Obsedenosti v času krize (2012) je šesti roman iz serije primerov detektiva Vrenka. Prvi roman Olje na balkonu je izšel leta 2007, sledijo pa mu Retrospektiva (Drugi primer inšpektorja Vrenka, 2008),  Tanek Led (Tretji primer inšpektorja Vrenka, 2009), Evropa (Četrti primer inšpektorja Vrenka, 2010) in Hotel Abbazia (Peti primer inšpektorja Vrenka, 2011). Leta 2013 je Avgust Demšar izdal svoj sedmi detektivski roman z naslovom Miloš, kjer uvede novega literarnega detektiva.

## Izdaje in prevodi
- Prva izdaja romana leta 2012 pri Založbi Sanje, trda in broširana izdaja (COBISS)